# ريتشارد إي. نوغينت
ريتشارد إي. نوغينت (بالإنجليزية: Richard E. Nugent)‏ هو ضابط أمريكي، ولد في 12 ديسمبر 1902 في ألتونا في الولايات المتحدة، وتوفي في 5 نوفمبر 1979.